# 段随
段 随（だん ずい）は、五胡十六国時代の西燕の第2代君主。西燕の君主では唯一、慕容部ではなく段部である。

## 生涯
西燕の皇帝の慕容沖の部将であった。更始2年（386年）、慕容沖は鮮卑の故地へ帰還したがった部下の言を聞かずに、前秦から奪った長安に留まりたがったため、部下が反発して政変を起こして左将軍の韓延に殺害された。
事件後、段随が燕王として擁立された。即位後に昌平と改元した。しかし間もなく左僕射慕容恒、尚書慕容永により殺害され、慕容凱が燕王に擁立された。